# 横田宗太郎
横田 宗太郎（よこた そうたろう、1856年3月1日（安政3年）1月25日） - 1920年（大正9年）3月16日）は、日本の陸軍軍人。最終階級は陸軍少将。

## 経歴
明治9年9月、陸軍教導団砲兵大隊入学。翌6月、卒業し陸軍砲兵伍長に任ず。
明治11年1月、陸軍砲兵軍曹となる。
明治12年1月、陸軍士官学校入学。旧4期。
明治14年12月、第4期士官生徒卒業。ただし砲兵科6名・工兵科7名は生徒少尉になる。在校年限が砲工兵科が5年と改正されたのによる。
明治16年6月、明治12年入校の「生徒少尉」13名卒業。
明治19年11月、陸軍砲兵射的学校に入学。翌3月、卒業。
明治20年5月、陸軍砲兵中尉に任じ、近衛砲兵連隊小隊長を免じ、野戦砲兵第3連隊第2大隊副官に補される。
明治22年8月、陸軍士官学校生徒隊附に転じ10月上旬まで近衛砲兵連隊附を仰せつけられる。同年11月、陸軍砲兵大尉に任ず。従七位はそのまま。野戦砲兵第二連隊中隊長に任じられた。
明治23年10月、軍務局課員兼高等軍法会議判事となる。
明治27年8月、日清戦争に従軍。混成旅団兵站監副官を拝し、ついで、大弧山兵站司令官に転補し糧秣廻送に尽力。油巌海城等を転戦。
明治28年2月、任陸軍砲兵少佐。同年、10月18日「従六位勲六等功五級金鵄勲章及単光旭日章」を賜る。
明治34年6月20日、任陸軍砲兵中佐・野戦砲兵第17連隊長に補せられる。
明治37年2月、日露戦争始まる。
明治37年7月10日、陸軍砲兵大佐に任じられる。
明治39年8月10日、野戦砲兵第2連隊長となる。日露戦争には、野戦砲兵第17連隊長として出征(第三軍野戦砲兵第2旅団)。旅順攻囲戦の主力砲兵として力戦。奉天会戦でも第三軍の砲兵隊は迂回軍の主力として力戦した。
明治42年8月1日、陸軍少将に補され、のち予備役に編入。
大正9年3月16日、仙台で逝去。正五位勲三等功三級。

## 栄典
位階
- 1885年（明治18年）7月25日 - 従七位[16]
- 1904年（明治37年）9月13日 - 従五位[17]

勲章
- 1895年（明治28年）5月23日 - 勲六等瑞宝章[18]